# 長崎OMURA室内合奏団
長崎OMURA室内合奏団（ながさきオオムラしつないがっそうだん）は、長崎県大村市を本拠地とするプロ室内合奏団。2019年6月日本オーケストラ連盟準会員。

## 概要
運営法人名は認定特定非営利活動法人長崎OMURA室内合奏団。文化・スポーツ複合施設大村市体育文化センター（シーハットおおむら）のさくらホールのレジデント・オーケストラとして誕生した。
2003年10月に「お披露目コンサート」を行い、公募により「OMURA室内合奏団」の名称となる。2004年7月第1回定期演奏会（指揮：迫昭嘉）、2011年12月NPO法人となる。2014年9月認定NPO法人へ移行。2016年7月事務所移転、2018年1月名称を長崎OMURA室内合奏団に変更する。
団員は35名、長崎出身並びにゆかりのある音楽家を中心に構成された長崎県初のプロオーケストラである。
芸術監督は村嶋寿深子、アーティスティック・アドヴァイザーは松原勝也（バイオリン）。
年4回の定期演奏会（大村市2回、長崎市2回）をはじめ、スクールコンサートやまちかどコンサートなど生の音楽の素晴らしさを伝える普及事業にも力を入れている。
2005年韓国大邱において初の海外公演。2015年紀尾井ホールにおいて東京公演。2018年FFGホールにおいて福岡公演。
世界的アーティストとの共演。チェリスト／アントニオ・メネセス、ヴィオリスト／今井信子、ヴァイオリニスト／堀米ゆず子。
ミュージカルやオペラ、合唱との共演も数多く手掛けている。
- ミュージカル赤い花の記憶・天主堂物語(2014年大村、天草、南島原市、15年長崎市、16年長崎市、18年長崎市)
- ミュージカルOMURAグラフティ(2009年大村市)
- ミュージカル天正少年使節光る海(2012年大村市)
- オペラいのち(2015年長崎市、東京国立劇場)

## 受賞歴
- 第25回長崎県地域文化章、大村市体育文化センターの平成22年度地域創造大賞(総務大臣賞)に大きく貢献[2]
- 平成26年度長崎県県民表彰、第2回JASRAC音楽文化賞[2]

## 連携協定
- 一般財団法人大村市文化・スポーツ振興財団/2019年3月～0022年3月
- 学校法人活水学院活水女子大学/2020年5月